# Liste der evangelisch-lutherischen Kirchen in Hamburg

## Landeskirchliche evangelisch-lutherische Kirchen
Zur ehemaligen Evangelisch-Lutherischen Kirche im Hamburgischen Staate gehörten die fünf (kirchenrechtlich hervorgehobenen) Hamburger Hauptkirchen und eine große Anzahl weiterer. Die bekannteste Kirche ist die Michel genannte Hauptkirche Sankt Michaelis, mit ihrem charakteristischen Turm das Wahrzeichen der Stadt. Die alte Hauptkirche St. Nikolai ist seit ihrer der Zerstörung im Zweiten Weltkrieg nur noch Mahnmal. Die älteste lutherische Kirche im Stadtgebiet, die Sinstorfer Kirche (Beginn des 11. Jahrhunderts), gehörte bis 1977 zur Evangelisch-Lutherischen Landeskirche Hannovers.
| Abbildung | Name                                    | Stadtteil, Ortsteil, Straße und Lage                                               | Bauzeit                                                                                         | Bemerkungen, Internetseite |
| --- | --------------------------------------- | ---------------------------------------------------------------------------------- | ----------------------------------------------------------------------------------------------- | --- |
| | Hauptkirche St. Michaelis               | Neustadt Englische Planke 53° 32′ 54,2″ N, 9° 58′ 44,2″ O                          | 1786, zerstört 1906, Wiederaufbau 1913, 1943 beschädigt, Wiederherstellung bis 1955             | Genannt „Michel“, ist die bekannteste Kirche Hamburgs und ein Wahrzeichen der Hansestadt. Mit 2500 Sitzplätzen ist der Michel die größte Hamburger Kirche und die jüngste der fünf Hamburger Hauptkirchen. Der Kirchenraum hat einen kreuzförmigen Grundriss mit 51 m Breite, 71 m Länge und 27 m Höhe. Höhe des Turmes: 132 m. Homepage |
| | Hauptkirche St. Petri                   | Altstadt Bergstraße 53° 33′ 1,5″ N, 9° 59′ 48,3″ O                                 | 1. Bau: 12. Jh. 2. Bau: 1842–1849 bzw. 1878 (Turm), 1941 beschädigt, Wiederherstellung bis 1963 | Die erste Kirche wurde 1842 beim Hamburger Brand bis auf die Grundmauern zerstört. Der 132 m hohe Kirchturm kann über 544 Treppenstufen bis auf eine Höhe von 123 m bestiegen werden. Homepage |
| | Hauptkirche St. Katharinen              | Altstadt Grimm 53° 32′ 45,4″ N, 9° 59′ 39,8″ O                                     | 1450 (Langhaus), 1657 (Turm), 1950–1957 (Rekonstruktion)                                        | Nach dem Bombenangriff vom 30. Juli 1943 blieben im Wesentlichen nur noch die Außenmauern und der Turmschaft erhalten. In den Jahren 1950 bis 1956 erfolgte die Rekonstruktion. 1957 war der zerstörte, 116,7 m hohe Turm durch eine Stahlkonstruktion in der Form des 17. Jahrhunderts wiederhergestellt. Homepage |
| | Hauptkirche St. Jacobi                  | Altstadt Jakobikirchhof 53° 33′ 1,5″ N, 10° 0′ 2,4″ O                              | Bau ab 1254, 1944 zerstört, Wiederaufbau bis 1959                                               | Höhe des Turmes: 125 m. Homepage |
| | Hauptkirche St. Nikolai                 | Harvestehude Harvesterhuder Weg 53° 34′ 52,1″ N, 9° 59′ 24,9″ O                    | 1960–1962                                                                                       | Der Turm erreicht mit der rund 3 m hohen Wetterfahne eine Höhe von 89,4 m. Die gesamte Länge beträgt etwa 40,5 m und die Breite etwa 35 m. Homepage |
| | Adventskirche                           | Schnelsen Kriegerdankweg 7 c 53° 37′ 53,4″ N, 9° 54′ 49,8″ O                       | 1949                                                                                            | Homepage |
| | Alt-Rahlstedter Kirche                  | Rahlstedt Pfarrstraße 53° 35′ 48,2″ N, 10° 9′ 2,4″ O                               | vor 1248                                                                                        | Kirche wird derzeit restauriert (Stand: Juni 2009). Bürgerverein Rahlstedt, Homepage |
| | St. Andreas                             | Harvestehude Bogenstraße 53° 34′ 24″ N, 9° 58′ 31,5″ O                             | 1907, 1943 zerstört, Wiederaufbau bis 1951                                                      | Gebaut nach Plänen von Hugo Groothoff. Der Wiederaufbau der im Zweiten WK zerstörten Kirche erfolgte unter R. Vogt und dem Landeskirchenamt Hamburg. Beteiligte Künstler: K. Weiss (Altar und Kanzel), F. Fleer (Altarkruzifixe und -leuchter), U. Querner (Taufbecken), D. Kressel (Fenster). Die gesamte Länge der Kirche beträgt etwa 29,5 m und die Breite etwa 24,5 m. kirche-hamburg.de |
| | St. Anschar                             | Eppendorf Tarpenbekstraße 107 53° 35′ 55,1″ N, 9° 58′ 56,2″ O                      | 1889                                                                                            | Architekt: J. Faulwasser. In den Jahren 1952 und 1969 renoviert, durchgeführt von Dieter und Gerhard Langmaack. Die gesamte Länge beträgt etwa 22,5 m und die Breite etwa 15 m. kirche-hamburg.de |
| | Ansgarkirche                            | Langenhorn Langenhorner Chaussee 266 53° 39′ 8,6″ N, 10° 0′ 30,2″ O                | 1930                                                                                            | Architekten: H. Geißler und O. Wilkening. Die gesamte Länge beträgt etwa 38 m und die Breite des schmalen Kirchenschiffs etwa 12 m, mit dem angebauten Turm ist die gesamte Breite etwa 19,5 m. Homepage |
| | Ansgarkirche                            | Othmarschen Griegstr. 1a 53° 32′ 58,6″ N, 9° 54′ 29,7″ O                           | 1963–1965                                                                                       | Gehört wie die Kreuzkirche in Ottensen zur Tabita-Kirchengemeinde. Der maximale Durchmesser des achteckigen Zentralbaus beträgt etwa 25 m., von dem der Turm etwa 40 m entfernt steht. Homepage |
| | Apostelkirche                           | Harburg-Eißendorf Hainholzweg 52 53° 27′ 4,2″ N, 9° 56′ 26,2″ O                    | 1962–1964                                                                                       | Die Abmessungen des verwinkelten Bauwerkes betragen etwa 36 mal 25 m. Homepage |
| | Apostelkirche                           | Eimsbüttel Lappenbergsallee 53° 34′ 33,3″ N, 9° 56′ 42″ O                          | 1893–1894 1977 schwer beschädigt                                                                | Erbaut von P. G. Jürgensen und E. v. Melle. Nach einem Brand 1977 umgestaltet. Die vorherige Turmspitze wurde nicht wiederhergestellt, auch das Dach des Kirchenschiffs wurde vereinfacht. Die gesamte Länge beträgt etwa 35,5 m und die Breite etwa 24,5 m. Homepage |
| | Auferstehungskirche                     | Barmbek-Nord Tieloh 22 53° 35′ 30,5″ N, 10° 3′ 6,2″ O                              | 1916–1920                                                                                       | Errichtet von C. Günther. Seit 2001 unter Denkmalschutz. Der Durchmesser des zentralen Kuppelbaus beträgt etwa 21 m und die gesamte Länge etwa 36 m. Homepage |
| | Auferstehungskirche                     | Lurup Flurstraße 1 53° 35′ 31,6″ N, 9° 52′ 13″ O                                   | 1954                                                                                            | Das Kirchenschiff ist etwa 32 m lang und der alleinstehende Turm hat eine Breite von etwa 5,5 mal 5,5 m. Homepage |
| | Auferstehungskirche                     | Lohbrügge Kurt-Adams-Platz 9 53° 30′ 30″ N, 10° 12′ 34″ O                          | 1970                                                                                            | Der futuristisch anmutende Bau hat ohne den alleinstehenden Turm eine Länge von etwa 31 m und eine Breite von 22 m. Homepage |
| | Auferstehungskirche                     | Marmstorf Marmstorfer Weg / Elfenwiese 53° 26′ 21,1″ N, 9° 58′ 5,6″ O              | 1958                                                                                            | Die Kirche hat eine gesamte Länge von etwa 30 m und mit dem angebauten Turm eine Breite von etwa 24 m. Homepage |
| Bild gesucht Die Wikipedia wünscht sich an dieser Stelle ein Bild vom hier behandelten Ort. Weitere Infos zum Motiv findest du vielleicht auf der Diskussionsseite . Falls du dabei helfen möchtest, erklärt die Anleitung , wie das geht. BW | Auferstehungskirche                     | Stellingen / Stellingen Wördemanns Weg 19–35 53° 35′ 56,9″ N, 9° 55′ 50″ O         | 1958                                                                                            | Religiöses Herzstück der Diakonissenanstalt „Alten Eichen“. Homepage |
| | Bergstedter Kirche                      | Bergstedt Wohldorfer Damm 53° 40′ 19,9″ N, 10° 7′ 34,8″ O                          | vor 1248 1745 (Turm)                                                                            | Der Turm ist 37 m hoch. Die Länge beträgt etwa 33 m und die Breite etwa 17 m. Homepage |
| | Blankeneser Kirche                      | Blankenese Mühlenberger Weg 53° 33′ 42,4″ N, 9° 48′ 46,5″ O                        | 1896                                                                                            | Ein markantes Wahrzeichen des Stadtteils. In Blankenese auch als Kirche am Markt oder Marktkirche bekannt. Homepage, Homepage |
| | Bodelschwingh-Kirche                    | Winterhude Forsmannstraße 17 53° 35′ 1,7″ N, 10° 0′ 50,4″ O                        | 1962                                                                                            | Architekten: Dieter und Gerhard Langmaack, Fassade: F. Porsche, Fenster: A. Andersch. Homepage |
| | St. Bonifatius                          | Barmbek-Nord Lämmersieth 65 53° 35′ 17,2″ N, 10° 3′ 33,3″ O                        | 1968                                                                                            | Architekt: H. Wolfger. 2020 entwidmet |
| | Broder-Hinrick-Kirche                   | Langenhorn Tangstedter Landstraße 220 53° 39′ 46,9″ N, 10° 1′ 24,6″ O              | 1954                                                                                            | Homepage |
| | Bugenhagenkirche                        | Bergedorf Nettelnburger Kirchenweg 53° 28′ 51,8″ N, 10° 11′ 8,6″ O                 | 1958                                                                                            | Homepage |
| | Bugenhagenkirche                        | Wilstorf Rönneburger Straße 48 53° 26′ 23,4″ N, 9° 59′ 43,9″ O                     | vor 1900                                                                                        | Die Kirche ist ein altes Fachwerkhaus mit Reetdach. Homepage |
| | Cantate-Kirche                          | Duvenstedt Duvenstedter Markt 4 53° 42′ 16,2″ N, 10° 6′ 24,3″ O                    | nach 1950                                                                                       | Homepage |
| | Christianskirche                        | Ottensen Klopstockplatz 53° 32′ 49″ N, 9° 55′ 58,2″ O                              | 1735–1738                                                                                       | Mit angrenzendem ehemaligem Kirchfriedhof, darunter das Grab von Klopstock. Die gesamte Länge der Kirche beträgt etwa 42 m und die Breite etwa 24 m. Homepage |
| | Christ-König-Kirche                     | Lokstedt Bei der Lutherbuche 36 53° 35′ 51,1″ N, 9° 57′ 38,3″ O                    | 1954–1956                                                                                       | Homepage |
| | Christophorus-Kirche                    | Bergedorf Friedrich-Frank-Bogen 31 53° 29′ 23,4″ N, 10° 10′ 52,8″ O                | 1970–1971                                                                                       | Architekten waren Horst von Bassewitz und C. F. Fischer. Im Turmerker hängen die fünf Glocken des ehemaligen St. Annen-Gemeindehaus in Hammerbrook. Homepage |
| | Christophorus-Kirche                    | Hummelsbüttel Poppenbüttler Stieg 53° 38′ 39″ N, 10° 3′ 7,4″ O                     | 1952–1953 (Schiff), 1955 (Turm)                                                                 | Homepage |
| | Christophorus-Gemeindezentrum           | Rahlstedt / Großlohe Großlohering 49 53° 36′ 9″ N, 10° 10′ 51,8″ O                 | nach 1960                                                                                       | Bürgerverein Rahlstedt |
| | Christophorus-Haus                      | Schnelsen Anna-Susanna-Stieg 10 53° 38′ 34″ N, 9° 55′ 10″ O                        | 1962, Glockenturm 1997                                                                          | Homepage der Gemeinde Hamburg-de-Seite Energieeffizientes [..] Projekte |
| | Christuskirche                          | Eidelstedt-Nord Halstenbeker Weg 20 53° 36′ 53,6″ N, 9° 53′ 25,3″ O                | 1959–1962                                                                                       | Homepage |
| | Christuskirche Eimsbüttel               | Eimsbüttel Bei der Christuskirche 53° 34′ 10,8″ N, 9° 57′ 42,4″ O                  | 1886, 1944 zerstört, Wiederaufbau bis 1953                                                      | Architekt: Johannes Otzen. Der Wiederaufbau der im Zweiten WK zerstörte Kirche erfolgte unter R. Vogt und dem Landeskirchenamt Hamburg. Beteiligte Künstler: U. Bläse (Altarkreuz und Leuchter), K. Schubert (Taufe und Kanzel), Th. Ortner (Fenster). Homepage, wiki.genealogy.net |
| | Christuskirche                          | Othmarschen Roosens Weg 28 53° 33′ 12,2″ N, 9° 53′ 33,4″ O                         | 1899/1900                                                                                       | Homepage |
| | Christuskirche                          | Wandsbek / Wandsbeker Marktplatz Schloßstraße 78 53° 34′ 21,6″ N, 10° 4′ 16,4″ O   | 1953–1955 (Schiff), 1963–1965 (Turm)                                                            | Turmhöhe: 70 m. Das Bauwerk des Kirchengebäudes hat Reste des 1943 zerstörten Vorgängerbaues von 1900/01 übernommen. Homepage |
| | Cornelius-Kirche                        | Neugraben-Fischbek Dritte Meile 1 53° 28′ 24,6″ N, 9° 49′ 41,9″ O                  | 1964                                                                                            | Homepage |
| | Dankeskirche                            | Hamm Süderstraße 321 53° 32′ 51,1″ N, 10° 3′ 19,1″ O                               | 1995                                                                                            | Homepage |
| | Dankeskirche                            | Rahlstedt / Hohenhorst Kielkoppelstraße 51 53° 35′ 21,5″ N, 10° 10′ 49,6″ O        | 1966–69                                                                                         | Homepage |
| | Der Gute Hirte                          | Jenfeld Rodigallee 205 53° 34′ 16,3″ N, 10° 7′ 13″ O                               | 1968–1970                                                                                       | Entworfen von Horst Sandtmann kirche-hamburg.de |
| | Dietrich-Bonhoeffer-Kirche              | Rahlstedt / Oldenfelde Greifenberger Straße 56 53° 37′ 4,6″ N, 10° 8′ 30,8″ O      | 1966                                                                                            | Homepage |
| | Dreieinigkeitskirche                    | Allermöhe Allermöher Deich 99 53° 28′ 56,5″ N, 10° 7′ 40,1″ O                      | 15. Jh. (Turm), 1614 (Schiff)                                                                   | Der hölzerne Glockenturm aus dem 15. Jahrhundert, der noch von der Vorgängerkirche stammt, gilt als ältestes erhaltenes Bauwerk der Marschlande. Homepage |
| | Dreieinigkeitskirche                    | St. Georg Koppel 53° 33′ 23,2″ N, 10° 0′ 28,3″ O                                   | 1747 (urspr. Bau), 1957 (Neubau), 1962 (Rekonstr. des Turmes)                                   | Der ursprünglich barocke Bau aus dem Jahr 1747 wurde im Juli 1943 durch Bomben fast vollständig zerstört. Die heutige Kirche wurde 1957 neu errichtet. Der Wiederaufbau des Turmes nach den ursprünglichen Plänen war am 21. Januar 1962 vollendet. Homepage |
| | Dreifaltigkeitskirche                   | Hamm Horner Weg 2 53° 33′ 21,1″ N, 10° 3′ 24,2″ O                                  | 1693 (urspr. Bau), 1956/57 (Neubau)                                                             | Ersatz für den im zweiten WK zerstörten Vorgängerbau. Hinter der Kirche befindet sich der Alte Hammer Friedhof u. a. mit dem Mausoleum von Karl und Amalie Sieveking und dem Grab von Johann Hinrich Wichern. In unmittelbarer Nähe befindet sich die katholische Herz-Jesu-Kirche. Homepage |
| | Dreifaltigkeitskirche                   | Harburg Neue Straße 44 53° 27′ 45,6″ N, 9° 58′ 49,6″ O                             | 1650 (urspr. Bau), 1962–1966 (Neubau)                                                           | Ursprünglicher Kirchenbau 1944 durch Bomben zerstört. Neubau unter Einbeziehung eines Fragments der Ruine bis 1966 nach (Friedrich Spengelin). Teil der St.-Trinitatis-Gemeinde Harburg und Hamburger Klangkirche. Homepage |
| | Eirene Kirche                           | Langenhorn Willersweg 31d 53° 38′ 53,6″ N, 10° 1′ 13″ O                            | 1972                                                                                            | Homepage |
| | Elisabethkirche                         | Eidelstedt Eidelstedter Dorfstraße 27 53° 36′ 26,7″ N, 9° 54′ 33,9″ O              | 1906                                                                                            | Homepage |
| | Emmauskirche                            | Lurup Kleiberweg 115 53° 36′ 7,3″ N, 9° 52′ 22,2″ O                                | 1963                                                                                            | Homepage |
| | Emmauskirche                            | Tonndorf Ortsteil Hinschenfelde Walddörferstraße 369 53° 35′ 22,2″ N, 10° 6′ 29″ O | 1964/1965                                                                                       | Homepage |
| | Emmauskirche (ehem. Reiherstiegkirche)  | Wilhelmsburg Rotenhäuser Damm 11 53° 30′ 51,1″ N, 9° 59′ 24,6″ O                   | 1895–1996 (Turm), 1953–1954 (Schiff)                                                            | Die Grundsteinlegung für das Gotteshaus im Reiherstiegviertel erfolgte am 7. Juni 1895. Auf dem von der Firma Carl Vering, Bauunternehmen, kostenlos überlassenen Grundstück entstand in 16-monatiger Bauzeit unter der Planung und Bauleitung durch den Architekten Hugo Louis (1861–1935) ein neugotischer Kirchbau. Die Bildhauerarbeiten im Innern – Altar, Kanzel, Taufbeckenträger, Lesepult und Kruzifix – wurden ausgeführt von Hofbildbauer Gustav Kuntzsch aus Wernigerode/Harz. Die Einweihung der Reiherstiegkirche fand am 25. Oktober 1896 statt. Am Karsamstag 1945 (31.03.) traf eine britische Luftmine die Kirche, das Kirchenschiff wurde völlig zerstört. 1953 kommt es zum Wiederaufbau des Kirchenschiffes. Der erhaltene Turm wird nach einem Entwurf der Architekten Bernhard Hopp und Rudolf Jäger mit einem modernen Kirchenschiff harmonisch verbunden. Am 28. März 1954 feiert die Gemeinde die Einweihung der Kirche. Sie trägt seither den Namen Emmauskirche. Homepage |
| | Epiphanienkirche                        | Winterhude Großheidestraße 53° 35′ 19″ N, 10° 1′ 22,2″ O                           | 1961–1962                                                                                       | Architekt: Friedrich R. Ostermeyer epiphanien-gemeinde.de |
| | Erlöserkirche                           | Borgfelde Jungestraße 7b 53° 33′ 18,5″ N, 10° 1′ 37,9″ O                           | 1952                                                                                            | Der erste Bau wurde im Juli 1943 durch einen Bombenangriff komplett zerstört. Wiederaufbau durch Henry Schlote und Friedrich Ostereyer Homepage |
| | Erlöserkirche                           | Farmsen-Berne Bramfelder Weg 25 53° 36′ 27,8″ N, 10° 6′ 42,5″ O                    | 1960                                                                                            | Die Kirche ist ein fast futuristisches anmutendes Gebäude. Die Konstruktion mit dem gestaffelten Turm aus Stahlbeton und dem Kirchenschiff aus schalenförmig gewölbtem Stahlbeton mit Aluminium-Außenhaut ist ziemlich einmalig auf der Welt. (Aussage auf der Homepage). Homepage |
| | Erlöserkirche                           | Lohbrügge Lohbrügger Kirchstraße 9 53° 29′ 52,2″ N, 10° 12′ 4,6″ O                 | 1899                                                                                            | Kirche wird derzeit restauriert (Stand: Juni 2009). Die gesamte Länge der Kirche beträgt etwa 38 m und die Breite etwa 17,5 m. Homepage |
| | Flussschifferkirche                     | Altstadt Anleger Am Kajen 53° 32′ 40″ N, 9° 59′ 7,2″ O                             | nach 1950                                                                                       | Hausboot. Homepage |
| | Franz-von-Assisi-Kirche                 | Neuallermöhe Ebner-Eschenbach-Weg 41 53° 28′ 59″ N, 10° 10′ 28,1″ O                | 1993                                                                                            | Homepage |
| | Friedenskirche                          | Eilbek Papenstraße 70 53° 33′ 54,9″ N, 10° 2′ 41,4″ O                              | 1885                                                                                            | Die gesamte Länge der Kirche beträgt etwa 41 m und die Breite etwa 18 m. Homepage |
| | Friedenskirche                          | Farmsen-Berne Berner Allee 68 53° 37′ 38,9″ N, 10° 7′ 24,1″ O                      | 1939, 1964 (Erweiterung + Turm)                                                                 | Turmhöhe: 30,7 m. Homepage |
| | Friedenskirche                          | Jenfeld Görlitzer Straße 12 53° 34′ 19,2″ N, 10° 8′ 17,8″ O                        | um 1950                                                                                         | Homepage |
| | Friedenskirche                          | St. Pauli Otzenstraße 19 53° 33′ 20″ N, 9° 57′ 33,1″ O                             | 1893–1894                                                                                       | Architekt: Johannes Otzen. Turmhöhe: 78,3 m, davon ist das Kreuz 5 m hoch; Höhe der Turmuhr: 38,4 m; Dachhöhe des Kirchenschiffes: 25 m. Die gesamte Länge beträgt etwa 50 m und die Breite etwa 29 m.Homepage |
| | Frohbotschaftskirche                    | Dulsberg Straßburger Straße 53° 34′ 52,4″ N, 10° 3′ 42,6″ O                        | 1935–1936                                                                                       | Architekt Friedrich Dyrssen; Homepage |
| | St. Gabriel                             | Barmbek-Nord Hartzlohplatz 17 53° 36′ 9,6″ N, 10° 2′ 43,8″ O                       | 1956                                                                                            | Homepage |
| | St. Gabriel                             | Volksdorf Sorenremen 16 53° 39′ 35,9″ N, 10° 10′ 7,4″ O                            | 1968                                                                                            | Homepage |
| | Gemeindezentrum Mümmelmannsberg         | Billstedt / Mümmelmannsberg Havighorster Redder 50 53° 31′ 38″ N, 10° 8′ 56,5″ O   | 1975/1976                                                                                       | Homepage |
| | St. Gertrud                             | Uhlenhorst Bei der St-Gertrud-Kirche 53° 34′ 2,5″ N, 10° 1′ 40,5″ O                | 1886                                                                                            | Von Johannes Otzen erbaut. Die Kirche übernahm das Pratrozininum der ehemalige St.-Gertruden-Kapelle in der Altstadt, die beim Hamburger Brand zerstört wurde. Höhe des Turmes: 93 m, davon ist das Kreuz 5 m hoch. Die gesamte Länge beträgt etwa 47 m und die Breite etwa 27 m. Homepage |
| | St. Gertrud                             | Altenwerder Kirchdorfweg 53° 30′ 22,1″ N, 9° 55′ 3,5″ O                            | 1831 Kirchenschiff 1895 Turm                                                                    | Die Kirche und der angrenzende Friedhof sind der verbliebene Rest des ehemaligen Dorfes Altenwerder. nordelbien.de |
| | Gnadenkirche                            | Lohbrügge Schulenburgring 188 53° 30′ 29,9″ N, 10° 11′ 14,3″ O                     | 1967                                                                                            | Homepage |
| | Groß Flottbeker Kirche                  | Groß Flottbek Bei der Flottbeker Kirche 2 53° 33′ 56,8″ N, 9° 52′ 38,1″ O          | 1912                                                                                            | Homepage |
| | Heilandskirche                          | Uhlenhorst Winterhuder Weg 132 53° 34′ 41,8″ N, 10° 1′ 1,6″ O                      | 1928                                                                                            | Homepage |
| | Immanuelkirche                          | Veddel Wilhelmsburger Straße 73 53° 31′ 31,7″ N, 10° 1′ 3,5″ O                     | 1905, 1944 zerstört, Wiederaufbau bis 1954                                                      | Filialkirche der Hauptkirche St. Katharinen, 1905 erbaut durch Hugo Groothoff; Der Wiederaufbau in veränderter Form erfolgte durch Hermann Schöne. Die Kanzel stammt von Otto Flath. Die gesamte Länge beträgt etwa 29 m und die Breite etwa 14 m. Homepage |
| | Immanuel-Haus, Niendorf-Nordwest        | Niendorf Quedlinburger Weg 100 53° 38′ 15,9″ N, 9° 56′ 42″ O                       | nach 1950                                                                                       | Homepage |
| | Jerusalem-Kirche                        | Eimsbüttel Moorkamp 53° 34′ 9,5″ N, 9° 58′ 1″ O                                    | 1912, 1943 zerstört, Wiederaufbau bis 1953                                                      | Von Johannes Martin Friedrich Grotjan im romanischen Stil errichtet. Der Wiederaufbau der zerstörten Kirche erfolgte durch K. Schrieber. Die Kirche enthält 5 von Grotjan selbst erschaffene Mosaike. Die Fenster stammen von F. Kreidt. Homepage |
| | Johanneskirche                          | Rissen Rissener Dorfstraße 2 53° 34′ 50,4″ N, 9° 45′ 42,3″ O                       | 1935                                                                                            | Homepage |
| St. Johannes-Kapelle | St.-Johannes-Kapelle                    | Rothenburgsort Billhorner Mühlenweg 31 53° 32′ 7,2″ N, 10° 1′ 56,5″ O              | 1959                                                                                            | Architekten: B. Hopp und R. Jäger. Von Hopp stammen auch Altar, Leuchter, Taufe und Kanzel. – |
| | St.-Johannis-Kirche                     | Altona-Altstadt Bei der Johanniskirche 53° 33′ 35,1″ N, 9° 57′ 11,7″ O             | 1868–1873                                                                                       | Sie bietet Platz für bis zu 600 Menschen. Der schlanke Turm erreicht eine Höhe von 83 m. Architekt: Johannes Otzen. Die gesamte Länge beträgt etwa 55 m und die Breite etwa 28 m. Homepage |
| | St. Johannis (Curslack)                 | Curslack Curslacker Deich / Tönerweg 53° 26′ 56,2″ N, 10° 13′ 40″ O                | Älteste Teile 1306 Langhaus 1599–1603 Turm 1761 Querhaus 1802                                   | Homepage |
| | St.-Johannis-Kirche                     | Eppendorf Kellinghusenstraße 53° 35′ 32,7″ N, 9° 59′ 36,1″ O                       | 1622 (Kirchenschiff), 1751 (Turm)                                                               | Die Kirche gehört zu einer der ältesten Kirchengemeinden auf nordelbischen Gebiet. Sie wurde 1267 erstmals urkundlich erwähnt. Homepage |
| | St. Johannis                            | Harburg Bremer Straße 53° 27′ 28″ N, 9° 58′ 52″ O                                  | 1953–1954                                                                                       | 1953–54 nach Plänen von Karl Trahn anstelle des 1944 durch Bomben zerstörten neugotischen Vorgängerbaus (1892–94 erbaut, zugleich Garnisonsk.). Teil der St.-Trinitatis-Kirchengemeinde Harburg nordelbien.de |
| | St. Johannis- Harvestehude              | Rotherbaum Bei St. Johannis 53° 34′ 15,1″ N, 9° 59′ 36,2″ O                        | 1880–1882                                                                                       | Von W. Hauers im Stil der Neugotik erbaut. Sie ist in Architektur und künstlerischer Ausstattung weitgehend original erhalten (bzw. restauriert). Die Kirche zählt zu den eindrucksvollsten Hamburger Kirchen und Denkmälern des späten 19. Jahrhunderts und findet auch über die Stadt hinaus Beachtung. Konstruktionshöhe des Turms: 73,8 m, dazu kommen Knauf und Kreuz mit 5,7 m (geschätzt), Gesamthöhe etwa 79,5 m. Die gesamte Länge beträgt 49,2 m und die Breite 20,3 m. Nach Änderungen der Grenzen der Stadtteile liegt sie heute in Rotherbaum, behält aber dennoch Harvestehude im Namen. Homepage |
| | St. Johannis                            | Neuengamme Feldstegel 18 53° 26′ 42,3″ N, 10° 13′ 18,8″ O                          | vor 1261                                                                                        | Homepage |
| | Jubilatekirche                          | Billstedt Merkenstraße 53° 32′ 21″ N, 10° 7′ 39,5″ O                               | 1967                                                                                            | Gemeinden von Jubilatekirche und Kreuzkirche Schiffbek fusioniert. Homepage |
| | Jubilate-Kirche                         | Lemsahl-Mellingstedt Madacker 5 53° 41′ 16″ N, 10° 6′ 23,3″ O                      | 1961                                                                                            | Homepage |
| | Jugendkirche                            | Bahrenfeld Bei der Flottbeker Mühle 28 53° 34′ 22,5″ N, 9° 52′ 8,6″ O              | 1964/1965                                                                                       | Ehemals Bugenhagenkirche, 2008 umgewidmet zur Jugendkirche. Homepage |
| | St. Jürgen                              | Langenhorn Eichenkamp 10 53° 40′ 45,6″ N, 10° 0′ 58,8″ O                           | 1938–1939                                                                                       | Seit 2004 unter Denkmalschutz. Die Südseite des Daches des Kirchenschiffs ist bedeckt mit Sonnenkollektoren. Homepage |
| | Kirche der Stille (Christophoruskirche) | Altona-Nord Helenenstraße 14 53° 33′ 30,3″ N, 9° 56′ 47,2″ O                       | um 1910                                                                                         | Ehemals die Christophorus-Kirche Altona, jetzt Meditationskirche. Homepage |
| | Kreuzkirche                             | Barmbek-Süd Wohldorfer Straße 33 53° 34′ 36,7″ N, 10° 2′ 32,5″ O                   | 1962                                                                                            | Architekt: H. Biesterfeld. Weitere Künstler: K.-J. Luckey (Tür), J. Weber (Altar, Kreuzgruppe, Leuchter und Taufe), H. Edelmann (Fenster). Ein kriegszerstörter Vorgängerbau befand sich in der Marschnerstraße. Auf dem vom Staat bereitgestellten Ersatzgrundstück in der Wohldorfer Straße wurde dieser Neubau errichtet. Einer der ersten Pastoren stammte noch von der Vorgängerkirche, die einer Gruppe von (auch personell und finanziell) autonomen Gemeinden innerhalb der hamburgischen Landeskirche angehörte, die im letzten Drittel des 19. Jh. entstand und deren Tradition zum Teil bis heute fortbesteht. Homepage |
| | Kreuzkirche                             | Billstedt / Schiffbek Billstedter Hauptstraße 88 53° 32′ 15,1″ N, 10° 6′ 22,7″ O   | 1953                                                                                            | Homepage |
| | Kreuzkirche                             | Ottensen Behringstraße, Kreuzung Hohenzollernring 53° 33′ 12″ N, 9° 55′ 4,6″ O     | 1896–1898                                                                                       | Architekt: Fernando Lorenzen. Die gesamte Länge der Kirche beträgt etwa 41 m und die Breite etwa 27 m. Homepage |
| | Kreuzkirche                             | Stellingen Wegenkamp 1 53° 35′ 57,1″ N, 9° 55′ 32,9″ O                             | 1966                                                                                            | Homepage |
| | Kreuzkirche                             | Wandsbek Kedenburgstraße 12 53° 34′ 45,7″ N, 10° 5′ 12,3″ O                        | 1908–1910                                                                                       | Architekt: Fernando Lorenzen; Homepage |
| | Kreuzkirche Kirchdorf                   | Wilhelmsburg Kirchdorfer Straße 170 53° 29′ 14,1″ N, 10° 0′ 57,5″ O                | 1614                                                                                            | Mit angrenzendem Kirchfriedhof. bildarchiv-hamburg.de |
| | St. Lukas                               | Fuhlsbüttel Hummelsbütteler Kirchenweg 3 53° 38′ 2,6″ N, 10° 1′ 7,6″ O             | 1893 vollständiger Umbau 1937                                                                   | Homepage |
| | Lukaskirche                             | Sasel Auf der Heide 15A 53° 38′ 41,5″ N, 10° 6′ 20,1″ O                            | 1965–2024                                                                                       | Homepage |
| | Lutherkirche                            | Bahrenfeld Lutherhöhe 24 53° 34′ 16,4″ N, 9° 54′ 16,9″ O                           | um 1910                                                                                         | Homepage |
| | Lutherkirche                            | Harburg-Eißendorf Kirchenhang 21 53° 27′ 18,2″ N, 9° 57′ 33,4″ O                   | 1906                                                                                            | nordelbien.de |
| | Lutherkirche                            | Wellingsbüttel Up de Worth 25 53° 38′ 26,9″ N, 10° 4′ 29,6″ O                      | 1937                                                                                            | Homepage |
| | Maria-Magdalenen-Kirche                 | Klein Borstel Stübeheide 172 53° 38′ 1,5″ N, 10° 3′ 22,2″ O                        | 1938                                                                                            | Architekten: Bernhard Hopp und Rudolf Jäger. Die Taufe stammt von F. Fleer(1965). Wandmalereien am Altar: B. Hopp und H. Junker. Auch die Kanzel kommt von B. Hopp. Die gesamte Länge beträgt etwa 31,5 m und die Breite etwa 18 m. Homepage |
| | Maria-Magdalenen-Kirche                 | Osdorf Achtern Born 127 53° 35′ 14″ N, 9° 50′ 52″ O                                | 1971                                                                                            | Homepage |
| | St.-Maria-Magdalena-Kirche              | Moorburg Nehusweg 53° 29′ 19,7″ N, 9° 56′ 24″ O                                    | 1596–1597, umgestaltet 1684–1689, 1878–1879 und 1906–1907                                       | Mit angrenzendem Kirchfriedhof. Homepage |
| | St. Marien                              | Ohlsdorf Am Hasenberge 44 53° 37′ 19,7″ N, 10° 1′ 36,1″ O                          | 1960                                                                                            | Homepage |
| | St. Markus                              | Hoheluft-Ost Heider Straße 1 53° 34′ 55,8″ N, 9° 58′ 26,1″ O                       | 1899, 1943 zerstört, Wiederaufbau bis 1949                                                      | Gebaut nach Plänen von Hugo Groothoff. Der Wiederaufbau der im Zweiten WK zerstörte Kirche erfolgte unter der Leitung von Gerhard Langmaack nach Plänen von O. Bartning unter Einbeziehung der Reste der alten Kirche. Beteiligte Künstler: W. Tümpel (Altarkruzifixe und -leuchter), H. Ferber (Fenster). Homepage |
| | Marktkirche Poppenbüttel                | Poppenbüttel Poppenbüttler Markt 2a 53° 39′ 31,4″ N, 10° 5′ 10,2″ O                | 1956                                                                                            | Homepage |
| | Martin-Luther-Kirche                    | Alsterdorf Bebelallee 156 53° 36′ 33,9″ N, 10° 0′ 39,5″ O                          | 1963                                                                                            | Architekt: Henry Schlote Homepage |
| | Martin-Luther-Kirche                    | Iserbrook Schenefelder Landstraße 53° 34′ 38,9″ N, 9° 49′ 25,8″ O                  | 1954                                                                                            | Homepage |
| | Martin-Luther-King-Kirche               | Steilshoop Gründgensstraße 28 53° 36′ 35,9″ N, 10° 3′ 33,9″ O                      | 1974                                                                                            | Homepage |
| | Martinskirche                           | Horn Bei der Martinskirche 53° 33′ 0″ N, 10° 4′ 57,2″ O                            | 1886, Turm 1894                                                                                 | Homepage |
| | Martinskirche                           | Rahlstedt Hohwachter Weg 2 53° 36′ 23,9″ N, 10° 10′ 2,6″ O                         | 1957–1961                                                                                       | Architekt: Olaf Andreas Gulbransson; Bürgerverein Rahlstedt, Homepage |
| | St. Martinus                            | Eppendorf Martinistraße 33 53° 35′ 30,3″ N, 9° 58′ 59,5″ O                         | 1949                                                                                            | Homepage |
| | Matthäuskirche                          | Winterhude Bei der Matthäuskirche 6 53° 35′ 20″ N, 10° 0′ 38″ O                    | 1910–1912                                                                                       | Vom Hamburger Baumeister Julius Faulwasser in neobarocken Bauformen errichtete Backsteinkirche. Homepage |
| | Matthias-Claudius-Kirche                | Rahlstedt / Oldenfelde Wolliner Straße 98 53° 36′ 31,8″ N, 10° 8′ 25,5″ O          | 1964 (Gemeindehaus und Turm), 1988 (Kirche)                                                     | Bürgerverein Rahlstedt, Homepage |
| | Matthias-Claudius-Kirche                | Wohldorf-Ohlstedt Bredenbekstraße 59 53° 41′ 48,4″ N, 10° 7′ 46,3″ O               | 1953–1954                                                                                       | Homepage |
| | Melanchthon                             | Groß Flottbek Ebertallee 30 53° 33′ 56,3″ N, 9° 53′ 17,5″ O                        | 1952                                                                                            | Homepage |
| | St. Michael                             | Bergedorf Gojenbergsweg 26 53° 28′ 57,3″ N, 10° 13′ 30,6″ O                        | 1954/1955                                                                                       | Homepage |
| | Michaeliskirche                         | Neugraben-Fischbek Cuxhavener Straße 321 53° 28′ 18,1″ N, 9° 51′ 20,9″ O           | 1910–1911                                                                                       | Homepage |
| | St. Michaelskirche                      | Sülldorf Sülldorfer Kirchenweg 187 53° 34′ 45,6″ N, 9° 47′ 49,9″ O                 | 1957                                                                                            | Homepage |
| | St.-Michaelskapelle                     | Volksdorf Farmsener Landstraße 71 53° 38′ 21,9″ N, 10° 9′ 14,4″ O                  | 1958                                                                                            | Gehört zum Diakonissen-Mutterhaus Volksdorf. Architekten: Dieter und Gerhard Langmaack. Die Fenster sind von C. Wallner. – |
| | St. Nicolai                             | Altengamme Kirchenstegel 53° 25′ 46,5″ N, 10° 16′ 11,9″ O                          | 1747                                                                                            | Homepage |
| | St. Nicolaus                            | Alsterdorf Paul-Stritter-Weg 53° 36′ 46,8″ N, 10° 1′ 18,8″ O                       | 1889                                                                                            | Architekt: G. Otte. 1938 renoviert durch B. Hopp. Wandmalerei am Altar von Friedrich Karl Lensch (1938), dem damaligen Leiter der Alsterdorfer Anstalten. Die gesamte Länge der Kirche beträgt etwa 31 m und die Breite etwa 16,5 m. |
| | Kirche am Markt                         | Niendorf Niendorfer Marktplatz 53° 37′ 2″ N, 9° 56′ 57,6″ O                        | 1769/70                                                                                         | Der alte Niendorfer Friedhof liegt direkt an der Marktkirche. Homepage |
| | Nienstedtener Kirche                    | Nienstedten Hasselmannstraße 53° 33′ 6,1″ N, 9° 50′ 33,8″ O                        | 1751                                                                                            | Homepage |
| | Nikodemuskirche                         | Ohlsdorf Fuhlsbüttler Straße 658 53° 36′ 51,7″ N, 10° 2′ 10,1″ O                   | 1959                                                                                            | Der Innenraum ist parabelförmig. Architekt: Henry Schlote. Der Altar und die Taufe stammen von U. Querner, die Fenster von C. Wallner. Die gesamte Länge der Kirche ohne Gemeindehaus beträgt etwa 30,5 m und die Breite etwa 13 m., 2022 entwidmet, Homepage |
| | St. Nikolai                             | Billwerder Billwerder Billdeich 142 53° 30′ 50″ N, 10° 7′ 35,9″ O                  | 1913                                                                                            | Ursprünglich 1737–39 aufgebaut, 1884 durch den Turm ergänzt, jedoch ist 1911 dieser Bau niedergebrannt. Anschließend ist sie durch Fernando Lorenzen bis 1913 wieder aufgebaut worden. Homepage |
| | St. Nikolai                             | Finkenwerder Kirchenaußendeichsweg 53° 31′ 37,8″ N, 9° 51′ 57,1″ O                 | 1880–1881                                                                                       | 1962 durch die Sturmflut schwer beschädigt. Die gesamte Länge der Kirche beträgt etwa 38 m und die Breite etwa 22 m. Homepage |
| | St. Nikolai                             | Moorfleet Moorfleeter Kirchenweg 53° 30′ 41,2″ N, 10° 4′ 56,6″ O                   | 1680 (Schiff), 1885 (Turm)                                                                      | Mit angrenzendem Kirchfriedhof; Homepage |
| | Osterkirche                             | Bramfeld Bramfelder Chaussee 200 53° 36′ 34,9″ N, 10° 4′ 25,9″ O                   | 1913–1914                                                                                       | Turmhöhe: 32 m. Homepage |
| | Osterkirche                             | Ottensen Bei der Osterkirche 53° 33′ 18,3″ N, 9° 55′ 56,8″ O                       | 1931                                                                                            | Filialkirche der Christianskirche in Ottensen. Homepage |
| | St. Pankratius                          | Neuenfelde Organistenweg 7 53° 31′ 14,6″ N, 9° 48′ 38,8″ O                         | 1682                                                                                            | Vom Innenraum her eine der am reichhaltigsten ausgestatteten Kirchen Hamburgs mit vielen Wandbemahlungen und Kunstwerken. Besonders erwähnenswert ist die Arp-Schnitger-Orgel. Um die Kirche befindet sich ein alter, nicht mehr belegter Friedhof. Homepage, Arp-Schnitger-Orgel |
| | St. Pankratius                          | Ochsenwerder Alter Kirchdeich 8 53° 28′ 33,2″ N, 10° 5′ 6,3″ O                     | 1673/1674                                                                                       | Mit angrenzendem Dorffriedhof. Homepage |
| | Paul-Gerhardt-Kirche                    | Winterhude Braamkamp 51 53° 36′ 0,4″ N, 10° 0′ 20,2″ O                             | 1962                                                                                            | Architekt: Günter Schudnagies; Altar, Kanzel, Taufe: Ursula Querner; Bildfenster: Diether Kressel; Orgel (1966): Alfred Führer (Wilhelmshaven); Lesepult (1980) Fritz Fleer Homepage |
| | Paul-Gerhardt-Kirche                    | Bahrenfeld Paul-Gerhardt-Kirche 2 53° 33′ 42,3″ N, 9° 55′ 19,1″ O                  | 1956                                                                                            | Homepage |
| | Paul-Gerhardt-Kirche                    | Harburg-Wilstorf Kapellenweg 53 53° 26′ 46″ N, 9° 59′ 14,5″ O                      | um 1930                                                                                         | nordelbien.de |
| | St. Pauli                               | Altona-Altstadt Pinnasberg 80 53° 32′ 48,7″ N, 9° 57′ 23,4″ O                      | 1. Bau ab 1682, 1814 zerstört, Wiederaufbau bis 1820 bzw. 1864 (Turm)                           | Namensgebend für den Stadtteil St. Pauli. Nach Änderung der Grenzen der Stadtteile gehört sie heute zu Altona-Altstadt. Der 1. Bau, eine kleine Fachwerkkirche, wurde wie der ganze Stadtteil in den Napoleonischen Kriegen abgebrannt. Der 2. Bau erfolgte unter C. L. Wimmel. Teile des Taufbeckens sind von 1693 (Fuß) bzw. 1744 (Schale aus Messing) und stammen noch aus dem ersten Bau, ebenso wie die Holzstatue des Apostels Paulus (Ende 17. Jh.). An der Ostseite befinden sich einige Grabsteine und -platten aus dem 19. Jh. Die gesamte Länge der Kirche beträgt etwa 32 m und die Breite etwa 18 m. Homepage |
| | St. Paulus                              | Hamburg-Heimfeld Alter Postweg 53° 27′ 56,7″ N, 9° 57′ 48,3″ O                     | 1906/07                                                                                         | Erbaut in den Jahren 1906/07 durch den Baumeister August Prien im Auftrag der Stadt Harburg als neogotische Backsteinkirche. Homepage |
| | Pauluskirche                            | Altona-Nord Bei der Pauluskirche 53° 34′ 3,9″ N, 9° 56′ 45,9″ O                    | um 1930                                                                                         | Homepage |
| | Pauluskirche                            | Hamm Quellenweg 10 53° 33′ 41,1″ N, 10° 3′ 35,6″ O                                 | 1955                                                                                            | Gebaut von F. R. Ostermeyer und P. Suhr. Weitere Künstler: R. Schreibner (Altar und Taufe), G. Engst (Kanzel), J. Weber (Steinreliefs über dem Eingang, 1960). Homepage |
| | St. Peter                               | Groß Borstel Schrödersweg 53° 36′ 26,6″ N, 9° 58′ 35,3″ O                          | 1959                                                                                            | Architekt: O. Andersen; Altar und Taufe sind von F. Fleer, die Kanzel von O. Andersen und die Fenster von C. Wallner. Die gesamte Länge der Kirche ohne Turm beträgt etwa 39 m und die Breite etwa 27 m. nordelbien.de |
| | Kirche St. Petri und Pauli              | Bergedorf Bergedorfer Schloßstraße 2 53° 29′ 20,5″ N, 10° 12′ 39,9″ O              | 1502 (Langhaus), 1589–1591 verlängert, 1660–1670 (Querhaus mit Haupteingang)                    | Homepage |
| | St. Petri                               | Altona-Altstadt Schillerstraße 53° 32′ 57,1″ N, 9° 56′ 18,2″ O                     | 1881–83                                                                                         | Einziger Kirchturm mit Doppelspitze in Hamburg. Architekt: Johannes Otzen. Die gesamte Länge beträgt etwa 40,5 m und die Breite etwa 18 m. Homepage |
| | St. Petrus                              | Harburg-Heimfeld Haakestraße 100c 53° 27′ 34,1″ N, 9° 57′ 17,9″ O                  | 1978                                                                                            | Homepage |
| | Petruskirche                            | Lokstedt Winfridweg 22 53° 35′ 19,7″ N, 9° 57′ 10,3″ O                             | 1968                                                                                            | Homepage |
| | Philemon-Kirche                         | Hummelsbüttel Poppenbütteler Weg 97 53° 39′ 4,7″ N, 10° 4′ 4,5″ O                  | nach 1950                                                                                       | Jüngste der drei Kirchen der Gemeinde Poppenbüttel; Homepage |
| | Philippuskirche                         | Horn Ernst-Scherling-Weg 53° 33′ 34,1″ N, 10° 6′ 14,5″ O                           | 1956                                                                                            | Homepage |
| | St. Raphael                             | Wilhelmsburg Wehrmannstraße 7 53° 30′ 3″ N, 10° 0′ 37,7″ O                         | nach 1950                                                                                       | – |
| | Kirche am Rockenhof                     | Volksdorf Rockenhof 5 53° 39′ 2,9″ N, 10° 9′ 53,6″ O                               | 1952                                                                                            | Homepage |
| | Rogate-Kirche                           | Rahlstedt / Meiendorf Wildschwanbrook 5 53° 37′ 38″ N, 10° 10′ 10,2″ O             | 1966                                                                                            | Bürgerverein Rahlstedt, Homepage |
| | St. Severini                            | Kirchwerder Kirchenheerweg 6 53° 25′ 6,9″ N, 10° 11′ 54″ O                         | 1791 (heutiger Zustand)                                                                         | Mit angrenzendem Dorffriedhof. Teile der Kirche entstanden bereits um 1200. Homepage |
| | Simeonkirche                            | Bramfeld Am Stühm-Süd 85 53° 37′ 30,2″ N, 10° 5′ 54,4″ O                           | nach 1950                                                                                       | Homepage |
| | St. Simeon                              | Osdorf Dörpfeldstraße 58 53° 34′ 14,4″ N, 9° 50′ 43,1″ O                           | 1958                                                                                            | Architekt: Joachim Matthaei Homepage |
| | Simon-Petrus-Kirche                     | Poppenbüttel Harksheider Straße 156 53° 40′ 8″ N, 10° 3′ 57,7″ O                   | 1964                                                                                            | Homepage |
| | Sinstorfer Kirche                       | Sinstorf Sinstorfer Kirchweg 53° 25′ 28″ N, 9° 58′ 29,1″ O                         | 11. Jh., um 1400 in heutige Struktur umgeb.                                                     | Die Sinstorfer Kirche ist das älteste noch stehende Gebäude auf dem Gebiet der Hansestadt Hamburg. Homepage |
| | Steinbeker Kirche                       | Billstedt Ortsteil Kirchsteinbek 53° 31′ 49,9″ N, 10° 7′ 40,2″ O                   | 1883/1884                                                                                       | Nach Plänen von Otto Ritscher. Homepage |
| | Stellinger Kirche                       | Stellingen Molkenbuhrstraße 6 53° 35′ 25″ N, 9° 55′ 31″ O                          | 1953                                                                                            | Homepage |
| | St. Stephan                             | Wandsbek / Gartenstadt Stephanstraße 117 53° 35′ 25″ N, 10° 5′ 1,9″ O              | 1956 (Schiff), 1960 (Turm)                                                                      | Homepage |
| | St. Thomas                              | Rothenburgsort Vierländer Damm 1 53° 32′ 4,5″ N, 10° 2′ 22,9″ O                    | 1885, 1957 (Schiff)                                                                             | 1943 durch Bombenangriff zum Großteil zerstört. 1957 wurde ein neues Kirchenschiff gebaut. Homepage |
| | Thomaskirche                            | Bramfeld / Hellbrook Haldesdorfer Str. 26 53° 35′ 49,1″ N, 10° 4′ 8,3″ O           | 1965                                                                                            | Homepage |
| | Thomaskirche                            | Hausbruch Lange Striepen 3 53° 28′ 27,4″ N, 9° 53′ 10,4″ O                         | nach 1950                                                                                       | Homepage |
| | Thomaskirche                            | Rahlstedt / Meiendorf Meiendorfer Straße 47 53° 37′ 9″ N, 10° 9′ 30,9″ O           | 1933, 1958 (Anbau)                                                                              | Bürgerverein Rahlstedt, Homepage |
| | Timotheuskirche                         | Horn Washingtonallee 65 53° 32′ 56,4″ N, 10° 5′ 30,4″ O                            | 1957–1961                                                                                       | Homepage |
| | Tonndorfer Kirche                       | Tonndorf Stein-Hardenberg-Straße 68 53° 35′ 14,5″ N, 10° 7′ 25,6″ O                | 1953–1954                                                                                       | Homepage |
| | St. Trinitatis                          | Altona-Altstadt Kirchenstraße 53° 32′ 54,4″ N, 9° 57′ 1,5″ O                       | 1742–1743, 1954–1969 (Rekonstruktion)                                                           | Ehemals die Hauptkirche von Altona. Während der Operation Gomorrha am 24. Juli 1943 so gut wie vollständig zerstört, 1954–1969 wieder aufgebaut. Die gesamte Länge der Kirche beträgt etwa 50 m und die Breite etwa 33 m. Homepage |
| | Trinitatiskirche                        | Rahlstedt / Hohenhorst Halenseering 6 53° 35′ 14,4″ N, 10° 8′ 53,7″ O              | nach 1950                                                                                       | Bürgerverein Rahlstedt |
| | Verheißungskirche                       | Niendorf Sachsenweg 2 53° 38′ 7,2″ N, 9° 57′ 27,5″ O                               | 1966                                                                                            | Architekten Helmut Bunje, Traute Bunje, Volker Jürgensen, vor 2013 unter Denkmalschutz gestellt Homepage |
| | Versöhnungskirche                       | Eilbek Eilbektal 15 53° 34′ 21,1″ N, 10° 2′ 51,5″ O                                | 1916–1920 (Schiff), 1925(Turm)                                                                  | Architekt: Fernando Lorenzen. Homepage |
| | Vicelinkirche                           | Sasel Saseler Markt 8 53° 39′ 14,1″ N, 10° 6′ 46,9″ O                              | 1962                                                                                            | Homepage |
| | Wichernkirche                           | Hamm Wichernsweg 16 53° 33′ 10,7″ N, 10° 3′ 49,9″ O                                | 1934 (1. Bau), 1943 zerstört, Wiederaufbau bis 1954                                             | Nach Plänen des Architekten W. Manshardt errichtet. Sie ersetzt die 1943 zerstörte erste Wichernkirche Klarweins von 1934. Von Manshardt stammen außerdem der Altar, die Taufe und die Kanzel. Das Altarmosaik, das Altarkreuz, die Altar- und Taufeleuchter stammen von M. Schegulla. Im Erdgeschoss und Keller sind die Gemeinderäume. Im ersten Stock sind der Gottesdienstraum, die Sakristei und ein Gruppenraum und im Dachgeschoss sind zwei Wohnungen. Homepage |
| | Zachäus-Kirche                          | Langenhorn Käkenflur 22b 53° 40′ 19″ N, 9° 59′ 54,2″ O                             | nach 1950                                                                                       | Homepage |
| | Zu den Zwölf Aposteln                   | Lurup Elbgaustraße 140 53° 35′ 58,7″ N, 9° 53′ 12,9″ O                             | 1958                                                                                            | Die Kirche hat 250 Sitzplätze, die Kirchengemeinde besteht seit 1958. Homepage |
| | Zum Guten Hirten                        | Stellingen / Langenfelde Försterweg 12 53° 34′ 47,2″ N, 9° 55′ 56,5″ O             | 1960–1961                                                                                       | Homepage |

## Evangelisch-lutherische Seemannskirchen
Die Hamburger Seemannskirchen sind als Kirchen der Seemannsmission der lutherischen Kirchen der Länder Dänemark, Finnland, Norwegen und Schweden entstanden.
| Abbildung | Name                                                                 | Stadtteil, Ortsteil, Straße und Lage                           | Bauzeit | Bemerkungen, Internetseite                                                          |
| --------- | -------------------------------------------------------------------- | -------------------------------------------------------------- | ------- | ----------------------------------------------------------------------------------- |
|           | Gustaf Adolfskyrkan Gustav-Adolf-Kirche (Schwedische Seemannskirche) | Neustadt Ditmar-Koel-Straße 36 53° 32′ 44,4″ N, 9° 58′ 24,1″ O | 1907    | svenskakyrkan.se Homepage                                                           |
|           | Benediktekirken Benediktekirche (Dänische Seemannskirche)            | Neustadt Ditmar-Koel-Straße 2 53° 32′ 47,9″ N, 9° 58′ 39,3″ O  | 1952    | Die Kirche wurde 2007 zu Ehren Benediktes von Dänemark benannt.dankirke.de Homepage |
|           | Norwegische Seemannskirche                                           | Neustadt Ditmar-Koel-Straße 4 53° 32′ 47,5″ N, 9° 58′ 37,5″ O  | 1957    | Erbaut von Harald Hille. norwegen.no Homepage                                       |
|           | Finnische Evangelisch-lutherische Seemannsmission                    | Neustadt Ditmar-Koel-Straße 6 53° 32′ 47,4″ N, 9° 58′ 35,7″ O  | 1966    | Homepage                                                                            |

## Kirchen derSelbständigen Evangelisch-Lutherischen Kirche
| Abbildung | Name                              | Stadtteil, Ortsteil, Straße und Lage                            | Bauzeit                     | Bemerkungen, Internetseite                                            |
| --------- | --------------------------------- | --------------------------------------------------------------- | --------------------------- | --------------------------------------------------------------------- |
|           | Kirche zur Heiligen Dreieinigkeit | Hamm Burgstraße 10 53° 33′ 22,2″ N, 10° 2′ 27,1″ O              | 1958/59                     | Architekt: Gerhard Langmaack, Wandmalerei von Helmuth Uhrig, Homepage |
|           | Zionskirche                       | Hohenfelde Wandsbeker Stieg 29b 53° 33′ 41,6″ N, 10° 1′ 44,1″ O | 1915, 1950 wieder aufgebaut | 1943 zerstört Homepage                                                |

## Ehemalige evang.-luth. Kirchen
Nicht mehr oder nur noch in Resten bestehende Kirchengebäude siehe auch: Kirchen in Hamburg – Aufgelassene Kirchen. Nachfolgende Kirchen sind – sofern die Zugehörigkeit zur Landeskirche in jüngerer Zeit bestand – auch in der Liste entwidmeter Kirchen in der Evangelisch-Lutherischen Kirche in Norddeutschland aufgeführt.
| Abbildung | Name                          | Stadtteil, Ortsteil, Straße und Lage                                | Bauzeit                                 | Bemerkungen, Internetseite |
| --------- | ----------------------------- | ------------------------------------------------------------------- | --------------------------------------- | --- |
|           | ehem. Hauptkirche St. Nikolai | Altstadt Willy-Brandt-Straße 53° 32′ 51,1″ N, 9° 59′ 28″ O          | 1846–1863 (Einweihung) bzw. 1874 (Turm) | Heute ein Mahnmal aufgrund der Zerstörung des Kirchenschiffs im Zweiten Weltkrieg. Der Bau des 147,3 m hohen Turms wurde erst 1874 beendet. Damit war die Nikolaikirche bis zur Vollendung der Kathedrale von Rouen im Jahre 1877 das höchste Bauwerk der Welt. Nach dem Fernsehturm ist der Nikolaiturm noch heute das zweithöchste Gebäude Hamburgs, der dritthöchste Kirchturm in Deutschland und der fünfthöchste der Erde. Homepage |
|           | Bethlehem-Kirche              | Eimsbüttel Eppendorfer Weg 131 53° 34′ 36,8″ N, 9° 57′ 46,9″ O      | 1959                                    | 2005 aus finanziellen Gründen entwidmet und geschlossen. Die Kirche dient seit 2010 als Kindertagesstätte. Info |
|           | Bugenhagenkirche              | Barmbek Biedermannplatz 53° 34′ 53,8″ N, 10° 1′ 54,4″ O             | 1927–1929                               | Turmhöhe: 41 m. 1996–98 restauriert und umgebaut, im Jahre 2004 geschlossen. Heute befindet sich in ihr die Kultur Bühne Bugenhagen, kurz KBB. In Sichtweite befindet sich die katholische Kirche St. Sophien. Die Bugenhagenkirche wurde auch von der Bulgarischen Orthodoxen Gemeinde Hl. Kyrill und Hl. Methodius in Hamburg genutzt. Homepage der KBB                                                                                |
|           | Dietrich-Bonhoeffer-Kirche    | Dulsberg Dulsberg-Süd 26 53° 35′ 9,3″ N, 10° 4′ 22,6″ O             | 1969                                    | Kirche wird seit 2005 nicht mehr für evangelisch-lutherische Gottesdienste genutzt. Homepage |
|           | Gnadenkirche                  | St. Pauli                                                           | 1906/1907                               | Ehemalige evang.-luth. Kirche, heute orthodox; siehe unter Orthodoxe Kirchen / Kirche des Heiligen Johannes von Kronstadt |
|           | Johanneskirche                | Eidelstedt Dallbregen 3 53° 37′ 7,3″ N, 9° 53′ 51,6″ O              | nach 1960                               | Homepage Kirche wurde 2011 im Zuge der Gemeindefusion in Eidelstedt entwidmet. |
|           | Kapernaumkirche               | Horn Sievekingsallee 191 53° 33′ 22,9″ N, 10° 4′ 52,6″ O            | 1961                                    | Architekt: Otto Kindt 2004 wurde die Kapernaumkirche geschlossen, aber noch nicht entwidmet. Info 2012 wurde der Gebäudekomplex an den Al-Nour e. V. verkauft und in eine Moschee umgewandelt. Info |
|           | Nathanaelkirche               | Horn Bauerbergweg 65 53° 32′ 47,1″ N, 10° 4′ 27,9″ O                | 1958                                    | 1958 Einweihung der in Kleingartengebiet gelegenen Holzkirche mit 180 Plätzen. Seit 2005 von afrikanischer Christengemeinde genutzt. Freistehender hölzerner Glockenturm (knapp 10 m) zu St. Bonifatius in Barmbek umgesetzt. abendblatt.de |
|           | Osterkirche                   | Stellingen / Langenfelde Brehmweg 50 53° 35′ 5,2″ N, 9° 56′ 31,3″ O | 1961                                    | 2004 entwidmet. Jetzt durch Kunstakademie Hamburg genutzt. Info |
|           | Paul-Gerhardt-Kirche          | Wilhelmsburg Georg-Wilhelm-Str. 121 53° 30′ 15″ N, 9° 59′ 28,4″ O   | 1959–1961                               | am 20. Januar 2019 entwidmet zum Abriss |
|           | Simeonkirche                  | Hamm 53° 33′ 37,2″ N, 10° 2′ 36,5″ O                                | 1965/1966                               | Architekt: Friedhelm Grundmann Ehemalige evang.-luth. Kirche, heute orthodox; siehe unter Orthodoxe Kirchen / Kirche des heiligen Nikolaus |
|           | St. Stephanus                 | Eimsbüttel Lutterothstraße 53° 34′ 54,7″ N, 9° 56′ 37,1″ O          | 1912                                    | Aus finanziellen Problemen 2005 geschlossen. Info |
|           | Osterkirche                   | Eilbek Wandsbeker Chaussee 53° 34′ 5,1″ N, 10° 3′ 11,5″ O           | 1863–1964                               | Ursprünglich als Friedhofskapelle des heute nicht mehr belegten Friedhofs im Jacobipark gebaut. Später Filialkirche der Friedenskirche Eilbek. Seit Anfang 2019 durch die Bulgarisch-orthodoxe Kirche genutzt. |